# 笨賊一籮筐 (漫畫)
《笨贼一箩筐》，是台湾漫画家蕭言中画的漫画，也是台海两岸合作的第一部漫画改编3D电影。为系列单幅漫画，漫画里笨贼常以低级的失误致读者捧腹。已画四百余单格漫画，现由现代出版社出版。
在多年前，蕭言中在电视看到两个头套丝袜的强盗被逮，就来了灵感画几张，这就是《笨贼一箩筐》的雏形。在2010年8月29日刚好满1000幅。
漫画主人公是一高一矮两个头戴丝袜的“笨贼”搭档。于5月21日在北京首演。
電影二轮演出时间为2014年6月18日到6月22日。王小山为制片人。剧中借鉴包括《无间道》、《教父》、《一代宗师》等电影桥段。作者说画笨贼是希望无贼，在《喜羊羊与灰太狼》、《熊出没》被要求整改时，蕭言中说“做动漫其实很害怕想法被局限住”。被赞冬季减压神器，2014年8月10日在北京顺义举行开机仪式。

## 人员
出品：乐视网
制作：乐果传媒
监制：王小山
主演：罗康
原作：蕭言中